# Carl Christian Seydewitz
Carl Christian (von) Seydewitz (født 3. november 1777 i Nortorf, Holsten, død 10. oktober 1857 i København) var en dansk officer og kunstmaler.

## Militær karriere
Hans forældre var landbygmester i Mecklenburg Johann Christoph Heinrich von Seydewitz (1748-1824) og Magdalena Maria født Ralfs, og han tilhørte en adelig slægt. Han var kun fjorten år gammel, da han trådte i dansk krigstjeneste; i 1796 blev han fændrik à la suite i det Slesvigske Regiment, i 1804 premierløjtnant, og han var kaptajn (fra 1810), da han i januar 1816 ved Hærens reduktion fik sin afsked som karakteriseret major. 1814 blev han Ridder af Dannebrog.

## Maler
Da han fra sin ungdom havde lyst til malerkunsten og kronprins Frederik) var vel stemt imod ham, fik han lov til i begyndelsen af århundredet at uddanne sig ved Kunstakademiets skoler. Ved kgl. resolution af 9. december 1803 fik han først af Fonden ad usus publicos 500 rigsdaler "en Gang for alle" til en udenlandsrejse, men fik i marts 1804 tilladelse til at bruge af pengene, medens han gik på Akademiet, og de 400 rigsdaler gik også med dertil. I 1804 blev han elev af modelskolen, og om efteråret samme år rejste han, efter af nævnte fond at have fået 600 rigsdaler årligt i to år, hvilke i 1806 fornyedes for to år til. Han blev i Italien, til krigen udbrød i 1807, og under krigsårene synes hans tjenestepligter ganske at have optaget hans tid. I Rom overbragte Seydewitz bl.a. en bestillingsopgave fra Nicolai Abildgaard til Bertel Thorvaldsen på en buste af Jacob Baden.
Først medens Seydewitz levede som afskediget major, begyndte han igen at male, og i 1817 tilbød han bl.a. Slotsbygningskommissionen en Flora, som han forlangte 1200 rigsdaler sølv for. Akademiet, der skulde erklære sig om billedet, fandt, at det var det bedste af hans hidtil foreviste arbejder, men tillagde det dog kun ringe kunstværd. I 1828 forelagdes på lignende måde skitsen til en altertavle til Akademiets erklæring. For øvrigt købte Frederik VI, som gerne ville gøre godt igen, at Seydewitz så tidligt var blevet afskediget, eller bestilte hos ham en mængde stykker, hvoraf nogle blev beholdt på slottene eller brugt til altertavler i landsbykirker, medens alene 19 stykker, for det meste temmelig store af omfang, tilfaldt Den kgl. Malerisamling. De fleste var af bibelsk indhold. Den kongelige samling har derfor rummet adskillige blomster- og frugtstykker samt billeder med religiøse motiver. En del af samlingen gik til, da Christiansborg Slot brændte i 1884. 
Seydewitz var internationalt orienteret i sin kunst. Han var inspireret både af ældre nederlandsk kunst (blomsterstykkerne) og af Rafael (de religiøse værker).
Han blev gift 15. november 1816 i København med Sophie Amalie Møller (20. april 1792 smst. - 2. juli 1863 smst.), datter af værtshusholder Rasmus Møller og Ingeborg født Wadstrup. 
Han er begravet på Garnisons Kirkegård.

## Brødre
Niels Henrich Weinwich kalder fejlagtigt denne kunstner Hans Joachim Seydewitz. Det var en ældre broder af kunstneren, officer ligesom denne, men han forblev i tjenesten og rykkede op til at blive major og bataljonskommandør med karakter af oberstløjtnant. Han var Ridder af Dannebrog. Den 20. maj 1842 døde han ugift i Slesvig by. Han dyrkede også malerkunsten, men som dilettant, og især i vandfarve.
En anden bror var Friedrich Carl Ludwig Seydewitz (1792-1834), som var ugift. Han var ligeledes i dansk militærtjeneste, blev 1807 fændrik, 1833 kompagnichef i fynske ingeniørregiment og døde i Fredericia. Han er malet af sin bror Carl Christian. 

## Værker
| - Værker af Carl Christian Seydewitz - En stor vase med blomster, 1821 - Den hellige familie. Ml. 1792 og 1827 - Kristus i Getsemane have, 1829 - Jomfru Maria med det sovende Jesusbarn i et landskab. Ml. 1792 og 1832 - Jomfru Maria med Jesusbarnet og den lille Johannes. Ml. 1792 og 1857 - Charlotte Seydewitz, 1844 - Urania. Ml. 1792 og 1857 |

- Portræt af Jacobine Saabye (1811, privateje)[3]
- Det seydewitzske familiebillede (ca. 1818-28, privateje)
- En stor vase med blomster (1821, Statens Museum for Kunst)
- Selvportræt (26. oktober 1822, solgt 6. december 2007 på Nagel Auktionen, Stuttgart, som lot nr. 757)[4])
- Portræt af faderen Johann Christoph Heinrich von Seydewitz (26. oktober 1822, solgt 6. december 2007 på Nagel Auktionen, Stuttgart, som lot nr. 757)[4]
- Portræt af broderen Friedrich Carl Ludwig Seydewitz
- Kristus i Gethsemane have (1829, sammesteds)
- Blomster i vase (1830, sammesteds)
- Blomster i en trefodet vase og en skål med kirsebær (1838, sammesteds)
- Blomster i en trefodet vase og en skål med jordbær (1838, sammesteds)
- Portræt af Charlotte Seydewitz (1844, privateje)
- Kristus og de små børn (1846, Nykøbing Mors Kirke)
- Kristus og den samaritanske kvinde (før 1850, Søborg Kirke)
- Hyrdernes tilbedelse (før 1850, sammesteds)
- Den hellige familie (Statens Museum for Kunst)
- Jomfru Maria med Jesusbarnet (sammesteds)
- Jomfru Maria med det sovende Jesusbarn i et landskab (sammesteds)
- Blomster i en vase omgivet af frugter (sammesteds)
- Blomster i en vase omgivet af frugter (sammesteds)
- Nymfe og satyr (sammesteds)
- Religionen, allegorisk kvindefigur (sammesteds)
- Jomfru Maria med Jesusbarnet og den lille Johannes (sammesteds)
- Urania (sammesteds)